# Charles Spearman
Charles Edward Spearman (født 10. september 1863, død 17. september 1945) var en engelsk psykolog. Han studerede psykologi i en moden alder i Tyskland, hvor han erhvervede doktorgraden i 1906 ved universitetet i Leipzig. Senere rejste han tilbage til sin fødeby, London, hvor han fik ansættelse som professor i psykologi ved University College, og hvor han forblev indtil sin pensionering i 1931.
Charles Spearman var en pioner inden for statistisk psykologi og vil blive husket som den, der udformede to-faktor teorien til forståelsen af intelligensbegrebet. Han er i den forbindelse navnlig tilskrevet opfindelsen af den meget avancerede statistisk/matematiske forskningsmetode, kaldet faktoranalyse. Desuden er han kendt som ophavsmand til den meget benyttede rang-korrelationskoefficient, rho (ρ), der finder anvendelse ved korrelation af variable, udmålt på en ordinalskala.
Charles Spearman hævdede, at korrelationer mellem målinger af forskellige mentale evner hos mennesket viste, at hver enkelt måling af de enkelte evner kunne opdeles i to uafhængige dele. Den ene del blev af Spearman kaldt ”g” – en forkortelse for en generel intelligensfaktor – og som på trods af forekomst i varierende grader fra individ til individ er den samme hos alle mennesker. Den anden del – kendt som den specifikke faktor – varierer med forskelligt indhold fra individ til individ og er desuden afhængig af de anvendte tests. Spearman mente, at den generelle del af alle intelligensmålinger, selve g-faktoren, virker på et neurofysiologisk grundlag og skal rettelig forstås som en målelig fysisk kraft, snarere end som et særligt fænomen af mental eller sjælelig beskaffenhed, helt analogt med fysiske begreber som fx hestekraft o.lign. 
To-faktor teorien med en enkelt central, generel intelligensfaktor nyder fortsat stor bevågenhed i den angelsaksiske forskningstradition, hvis fremmeste repræsentanter bl.a. tæller Cyril Burt og P.E.Vernon, m.fl. Og det trods skarp konkurrence fra den amerikanske forskningstradition med fravælgelsen af brugen af en enkelt central g-faktor til fordel for en kombination af flere forskellige jævnbyrdige og sidestillede faktorer (via brug af multipel faktoranalyse), resulterende i en evneprofil, og som alt i alt hævdes bedre at definere intelligensbegrebet. Den amerikanske tradition tæller bl.a. foregangsmænd som Louis Leon Thurstone, Raymond B. Cattell, J.P.Guilford, m.fl. Efter sin pensionering som professor ved University College i London rejste Spearman til USA, hvor han fortsatte med undervisning af elever, heriblandt ophavsmanden til de i dag allermest benyttede intelligenstests verden over, David Wechsler. 
Men gøres de forskellige korrelerede multiple intelligensfaktorer til genstand for yderligere faktoranalyse til opnåelse af 2. eller 3. ordens faktorer, fås i reglen en enkelt tilbageværende generel intelligensfaktor (som påvist af H.J.Eysenck), der ret nøje viser sig at svare til Spearman’s oprindelige g-faktor. 
Charles Spearman skrev to hovedværker: 
- “The nature of intelligence and the principles of cognition”. London: Macmillan, 1923.
- “The Abilities of Man: Their Nature and Measurement”. New York (NY): Macmillan, 1927.